# Мальцев, Михаил Васильевич
Михаил Васильевич Ма́льцев (1910—1972) — советский геолог-нефтяник.

## Биография
Родился 10 июля 1910 года в селе Сальское (ныне Сальск, Ростовская область). Окончил МНИ имени И. М. Губкина (1937).
Работа:
- 1937—1940 инженер-геолог в тресте «Прикамнефть».
- 1940—1949 начальник геологического отдела треста «Туймазанефть».
- 1949—1957 главный геолог ПО «Татнефть».
- 1957—1960 заместитель директора ТатНИПИнефти
- 1960—1972 научный сотрудник, зам. директора Оренбургского геологического управления.

Инициатор бурения на Туймазинской девонской структуре, один из первооткрывателей Туймазинского, Бавлинского, Серафимовского, Оренбургского и других нефтяных месторождений.
Горный генерал второго ранга (1950)
Депутат ВС СССР 3 — 4 созывов (1950—1958).
Кандидат геолого-минералогических наук (1966, тема диссертации «Опыт разведки, перспективы открытия новых месторождений и некоторые вопросы строения продуктивной толщи девона, связанные с разработкой Ромашкинского нефтяного месторождения»).
Умер 19 октября 1972 года в Оренбурге.

## Автор монографий
- «Геологическое строение нефтяных месторождений Татарской АССР» (1956),
- «Татария — республика нефти» (1957),
- «Перспективы открытия новых нефтяных залежей в Татарской АССР» (1957).

## Награды и премии
- Сталинская премия первой степени (1946) — за открытие месторождений девонской нефти в восточных районах СССР
- орден Ленина (1948)
- два ордена Трудового Красного Знамени
- медали